# Адад-апла-иддин
Адад-апла-иддин (Adad-apla-iddina; букв. «Адад даровал наследника») — царь Вавилонии, правил приблизительно в 1068 —1046 годах до н. э. Узурпатор, возможно, арамейского происхождения.

## Биография
Адад-апла-иддин захватил вавилонский трон, свергнув Мардук-шапик-зери, тогда же, когда арамеи заняли города Дур-Куригальзу, Дер, Урук, Ниппур, Сиппар. Собственно, в том, что сам Адад-апла-иддин действительно был арамеем, можно сомневаться, так как свидетельства древних источников о его происхождении противоречивы. Достоверно известно только то, что Адад-апла-иддин не был связан родством с прежними царями Вавилона. Позднейшая вавилонская традиция относилась к нему враждебно, так как власть Адад-апла-иддин получил путём, который вавилоняне считали незаконным: может быть он был назначен ассирийским царём, или при его вступлении на престол не были соблюдены необходимые церемонии. Вполне вероятно, что и современники могли смотреть на него как на чужака, несмотря на усилия этого царя поддерживать традиционные вавилонские культовые сооружения и вёдшееся им широкое строительство оборонных сооружений.
В течение двадцатилетнего правления Адад-апла-иддина с Ассирией сохранялись хорошие отношения. В начале его царствования Ассирия играла первую роль и, вероятно, оказывала ему поддержку; позднее он сам вмешивался в династические распри при ассирийском дворе и выдал дочь замуж за ассирийского царя Ашшур-бел-кала. Между тем набеги арамеев не прекращались, а эффективных средств борьбы с ними Адад- апла-иддин так и не находил или не хотел искать. Возможно, это вызывало недовольство и даже открытое возмущение вавилонян.
Адад-апла-иддин правил 22 года.